# Congrès du peuple coloured
Le Congrès du peuple coloured (Coloured People's Congress - CPC en anglais) ou congrès des gens de couleurs est un parti politique sud-africain, représentant la communauté coloured et métis du Cap.

## Histoire
Il fut fondé en 1953 en tant que Organisation du peuple coloured d'Afrique du Sud (South African Coloured People Organisation - SACPO) pour lutter contre le projet gouvernemental de supprimer la franchise électorale du Cap. Il s'allia avec le Congrès national africain (ANC), le Congrès des Démocrates et le Congrès indien sud-africain dans l'Alliance du Congrès et participa au congrès du peuple et à la rédaction de la Charte de la liberté. Il prit son nom de Congrès du peuple coloured en 1959. Après sa dissolution décidée en 1966, plusieurs de ses dirigeants rejoignirent le Congrès panafricain d'Azanie ou l'ANC, après l'ouverture de l'adhésion de ce dernier à toutes les races en 1969.